# Павловский район (Санкт-Петербург)

Павловский район на карте Санкт-Петербурга (1995—2005)

Павловский район — существовал как самостоятельный район Санкт-Петербурга в период с 1995 по 2005 гг. Центр — город Павловск.
В состав входили:
- город Павловск
- поселок Тярлево[1].

## История
В 2005 году территория вновь включена в состав Пушкинского района.